# Plemochoe

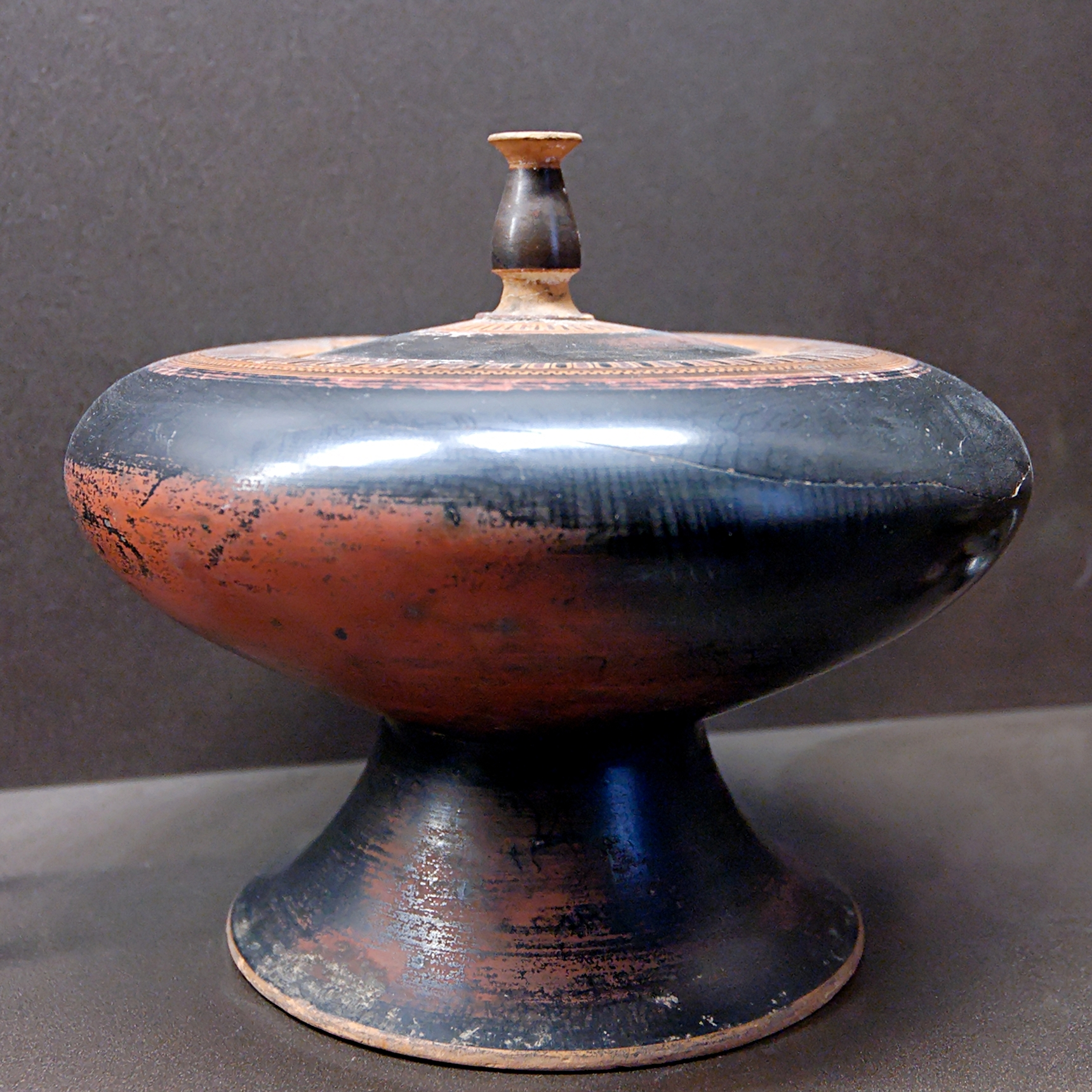
Thebanische Schwarzfirnis-„Plemochoe“ aus Thespiai, um 550/525 v. Chr.

Als Plemochoe, auch in der Schreibweise Plemochoë (altgriechisch πλημοχόη plēmochoḗ, von πλήμη plḗmē, deutsch ‚Anschwellen [in Bezug auf Gewässer], Flut‘ und χέειν chéein, deutsch ‚ausgießen‘), ist eine umstrittene Bezeichnung für eine Form der antiken Keramik.
Plemochoen werden in Teilen der klassisch-archäologischen Forschung Gefäße zum Aufbewahren von wertvollen Flüssigkeiten wie Parfumen, Salben und Ölen bezeichnet. Bekannt ist, dass Gefäße des Namens im eleusinischen Kult verwendet wurden. Ein Teil der Forscher ist der Ansicht, dass es sich dabei nur um eine Teilform des Exaleiptrons handelt. Jene Form des Plemochoe genannten Exaleiptrons hat einen hohen Fuß und einen nach innen gebogenen Mündungsrand.